# 何智丽
小山智丽（日语：／ Koyama Chire，1964年9月30日—），原名何智丽，出生于上海，是中国女子乒乓球运动员和教练。擅长右手横握球拍的弧圈球打法。她嫁给日本人小山英之以后，从夫姓改名小山智丽，后雖然已离婚，但在日本仍沿用小山智丽此名。

## 生平
1977年，进卢湾区业余体校训练；1978年入选中国国家乒乓球队。
1984年，第7届亚洲乒乓球锦标赛中获女子单打冠军和混合双打亚军，并帮助中国队获得女子团体赛冠军。1985年参加第38届世界乒乓球锦标赛，获女子团体冠军。1986年参加第十届亚运会获女子单打和女子双打两项亚军，以及女子团体赛的集体亚军。
1988年获第九届亚洲乒乓球锦标赛女子单打冠军和女子双打第三名。没有获选这一年的奥运会比赛资格被認為是对她1987年拒绝让球的报复。奥运会后宣布退出国家队。
1989年与日本工程师小山英之结婚，从夫姓改名小山智丽。1994年10月13日，在日本广岛，代表日本参加第12届亚洲运动会并在一天之内采用三种不同的方法战胜中華队的陈静、中国队的乔红与邓亚萍等运动员获女子单打冠军。
1996年代表日本参加奥运会，八强赛败于乔红。当年获得亚洲乒乓球锦标赛冠军。2000年代表日本参加奥运会。
1997年其夫小山英之的外遇被发现，2000年离婚，在日本大阪池田银行球队从事乒乓球教练工作，不时回上海探亲。
2000年曾和當時12歲的日本女子乒乓球選手福原愛對陣險勝，賽後訪問表示福原愛這樣水平的選手在中國有1000個那麼多。

## 生涯

### 亚运会
于1986年参加首尔亚运会，以“何智丽”之名代表中国队出战获得女子单打和女子双打两项亚军，以及女子团体赛的集体亚军。

## 評价
中国队指导员孙梅英曾在媒体写文章，以科学数据分析何智丽当时在中国队的时候是中国队中实力最强的一个。但在1987年世界乒乓球锦标赛女子單打四強戰中，中方的教練授意何智麗故意輸給同隊的管建華，以對抗可能的女子單打冠軍決賽對手，韩国的梁英子。而何智麗在取得兩盤領先後，在第三盤以18:10領先管建華的態勢下，雖疑似受迫於教練的指示連失十球，不過最後仍拿下決勝盤進入決賽，並且打敗梁英子奪得冠軍。
但在錦標賽結束後，何智麗旋即被教練以“不服管教”為由，自中國國家隊除名，直至1994年廣島亞運才以小山智麗的身份重返桌壇，並為日本拿下女子單打乒乓球金牌。
小山智丽因代表日本参赛，當時的中国媒体刻意封鎖1987年“讓球”的內幕消息，使許多中國國內的球迷称她为漢奸。日後這些事才漸漸被揭露出來，也開始有人對她表示尊敬，認為她挑戰了不合理的強大體制，需要非凡的勇氣。
何智丽在之前也曾因队友陳靜让球而受益，後者在1991年後同樣因不滿“讓球”習俗而離開中國國家隊，曾定居於臺灣並代表中華臺北隊出賽。